# Bruno Bianchi
Bruno Bianchi   (Gènova, 2 de maig de 1904 - Gènova, 22 d'agost de 1988) va ser un regatista italià, vencedor d'una medalla olímpica.
El 1936 va prendre part en els Jocs Olímpics d'Estiu de Berlín, on va guanyar la medalla d'or en la competició de 8 metres, a bord de l'Italia, del programa de vela. Una vegada finalitzada la Segona Guerra Mundial va participar en els Jocs de Londres de 1948, on fou cinquè en la competició de Classe Dragon.
Entre 1957 i 1961 fou secretari de la Federació Italiana de Vela.